# Drassodes acrotirius
Drassodes acrotirius är en spindelart som beskrevs av Roewer 1928. Drassodes acrotirius ingår i släktet Drassodes och familjen plattbuksspindlar. Inga underarter finns listade i Catalogue of Life.